# Veľka dolina

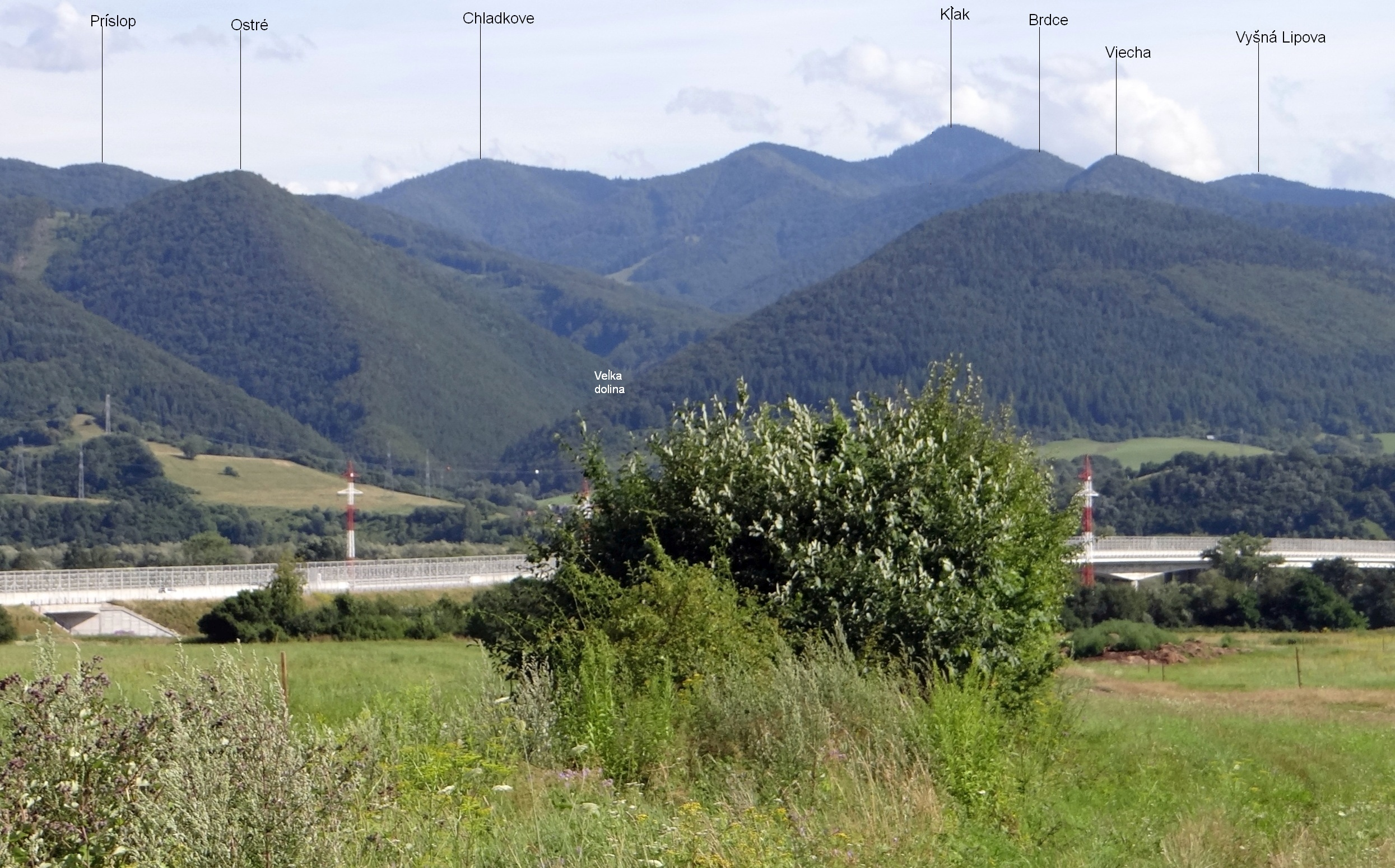
Widok z Kotliny Turczańskiej

Veľka dolina – dolina na północnych, opadających ku Kotlinie Turczańskiej stokach Wielkiej Fatry na Słowacji.
Dolina wcina się w główną, „turczańską” gałąź Wielkiej Fatry. Górą podchodzi pod jej grzbiet na odcinku od Magury (1059 m) i Vyšnégo Rudna (1050 m) po północny wierzchołek Kľaka (ok. 1270 m). Jej orograficznie lewe zbocza tworzy odchodzący od północnego wierzchołka Kľaka grzbiet ze szczytami Brdce (1132 m) i Viecha (1045 m). Zbocza prawe tworzy zachodni grzbiet Magury, niżej skręcający na południowy zachód, dalej Ostré (787 m) i jego północno-zachodni grzbiet w miejscowości Nolčovo opadający na Kotlinę Turczańską.
Veľka dolina ma dwa niewielkie, orograficznie lewe odgałęzienia w górnej części i jedno prawe – dolinę potoku Kutinská, która odgałęzia się zaraz za szczytem Ostrégo. Jest kręta, głęboko wcięta i porośnięta lasem, ale na jej zboczach są dawne hale pasterskie, obecnie zaczynające zarastać lasem. Dnem doliny spływa potok Ráztoky i jego dopływ – potok Kutinská. Dnem dolnej części doliny biegnie droga (wjazd na nią dozwolony tylko pojazdom upoważnionym).

## Turystyka
Z Nolčova dnem doliny prowadzi szlak turystyczny wyprowadzający na grzbiet „turczańskiej” gałęzi Wielkiej Fatry (na przełęcz Sedlo Príslop), gdzie łączy się on z Magistralą Wielkofatrzańską.
  Nolčovo – Nad Nolčovom – Veľka dolina – Sedlo Príslop. Odległość 7,2 km, suma podejść 705 m, suma zejść 185 m, czas przejścia 3:20 h, z powrotem 2:40 h